# Alex Nimely
Alex Tchuimeni-Nimely (ur. 11 maja 1991) – angielski piłkarz posiadający również liberyjskie obywatelstwo, występuje na pozycji napastnika.